# Ямало-Ненецький автономний округ
Яма́ло-Не́нецький автоно́мний о́круг (рос. Яма́ло-Не́нецкий автоно́мный о́круг; ненец. Ямалы-Ненёцие автономной ӈокрук) — суб'єкт Російської Федерації (у складі Тюменської області), входить до складу Уральського федерального округу.
Адміністративний центр округу — місто Салехард.
Межує з Ненецьким автономним округом, Республікою Комі, Ханти-Мансійським автономним округом, Красноярським краєм (Таймирським районом)
Утворений 10 грудня 1930.
У Ямало-Ненецькому автономному окрузі за даними на 2017 рік майже 24 % працівників заробляють більше 100 тисяч російських рублів в місяць. ЯНАО займає перше місце в рейтингу рівня зарплат в регіонах Росії.

## Географія
Округ розташований на півночі в арктичній зоні Західносибірської рівнини, в центрі Крайньої Півночі Росії, північна частина округу за Полярним колом. Займає велику площу в 769 тис. км², що майже на третину перевищує територію Франції.
Найпівнічніша материкова точка автономного округу знаходиться на 73° північної широти, 800 км за Північним Полярним колом. Більше половини округу розташована за Полярним колом, невелика частина його території розташована на східному схилі Уральського хребта. На території округу міститься півострів Ямал. Омивається водами Карського моря. Включає острови: Білий, Оленячий, Шокальського та ін.

### Клімат
Клімат континентальний, визначається наявністю багаторічної мерзлоти, близькістю холодного Карського моря, великою кількістю заток, річок, боліт і озер. У цілому для округу характерна тривала зима сувора, довга (до 8 місяців), часто бувають заметілі. Пересічна температура січня —24… —25° С. Сильні вітри, невелика величина сніжного покриву. Літо коротке, прохолодне. Пересічна температура липня від +3,6°… +10,Г (на півночі) та + 14°… +15° (на півдні). Опадів 220—420 мм на рік. Майже повсюди поширена багаторічна мерзлота. Середньорічна температура повітря негативна, на Крайній Півночі вона досягає −10° С. Мінімальні температури взимку опускаються до −59° С. Влітку, в липні, можуть підвищуватися на всій території до +30° С.
Часті магнітні бурі, що супроводжуються полярним сяйвом.
Територія округу розташовується в основному в трьох кліматичних зонах: арктичній, субарктичній і зоні північної (тайгової) смуги Західносибірської низовини. Клімат арктичної частини характеризується тривалою, холодною і суворою взимку з сильними бурями, морозами і частими завірюхами (найнижча температура: −59° З), малою кількістю опадів, дуже коротким літом (50 днів), сильними туманами.
Субарктична зона займає південну частину Ямальського півострова. Тут клімат більш континентальний: опади у вигляді дощів, літо до 68 днів. Клімат північної (тайгової) смуги Західносибірської низовини різко континентальний, середня температура тут вище, літо тепле і вологе (до 100 днів).

### Рельєф
Рельєф території округу переважно рівнинний, вкритий тундрою чи лісотундрою з безліччю озер і боліт. На заході округу схили Полярного Уралу (висота до 1472 м), тягнеться на 200 км.

### Гідрографія
Водні ресурси регіону відрізняються багатством і різноманітністю. Вони включають: узбережжя Карського моря, численні затоки і губи, річки, озера, болота і підземні води. Берегова лінія дуже порізана, далеко в суходіл вдаються Обська, Байдарацька та Гиданська губи (затоки), між ними — півострови Ямал та Гиданський. Обська губа — затока Карського моря, є однією з найбільших морських заток російської Арктики, її площа — 44000 км².
На території округу розташовано близько 300 тис. озер і 48 тис. річок, найбільшими з яких є Об і її гирло, а також річки Надим, Таз і Пур. Річка Об, одна з найдовших в Росії, тече в межах округу двома могутніми рукавами. Наявність озер, більшість з яких льодовикового походження, — одна з характерних рис ландшафту Ямало-Ненецького АО. Підземні води характеризуються величезним артезіанським басейном площею 3 млн км², що включає запаси термальних вод.

### Ґрунти
Ґрунти в північній частині тундрові глейові й болотні, на півдні переважно глейово-підзолисті та підзолисто-болотні.

### Корисні копалини
Корисні копалини: залізна руда, природний газ, нафта, руди рідкісних металів, буре вугілля, будівельні матеріали.
Регіон займає одне з провідних місць в Росії за запасами вуглеводнів, особливо природного газу. На території округу розташовані такі родовища:
- Уренгойське газове родовище
- Південно-руське нафтогазове родовище
- Находкинське газове родовище
- Ямбурзьке нафтогазоконденсатне родовище
- Єти-Пуровське нафтове родовище

## Історія
На території Ямало-Ненецького АО знайдено фрагменти орнаментованої кераміки кінця З — початку 2-го тисячоліття до н. е. Збереглися художні вироби 4—1 століть до н. е., виконані в традиціях «звіриного стилю» (різьблені рукоятки з кістки, прикрашені візерунком бронзові застібки тощо). Тепер у народно декоративно-ужитковому мистецтві поширені різьблення на дереві, на рогу, аплікація з хутра, виготовлення ювелірних прикрас.
З 1187 року земля ненців і хантів була захоплена новгородцями, а після розгрому Новгорода Москвою в 1478 р. ці землі переходять під владу Московського князівства. Експансія Москви на ненців і хантів відбувається і по сьогоднішній день, впливаючи на зникнення культури, мови і самоідентичності народів ненців і хантів.
Ямало-Ненецький автономний округ утворений (спочатку як національний) у складі Уральської області 10 грудня 1930 року. Пізніше входив в Обсько-Іртишську й Омську області, а з 14 серпня 1944 року округ включений до Тюменської області. З 1977 року має статус автономного, а з 1992 року, після підписання Федеративного договору, ЯНАО став повноправним суб'єктом РФ.

## Населення
Населення — 538 тис. 600 осіб (2007). Густота населення — 0,7 осіб/км² (2007), питома вага міського населення — 85,0 % (2007).
Національний склад округу: росіяни (61,7 %), українці (9,7 %), ненці (5,9 %), татари (5,6 %), ханти (1,9 %), азербайджанці (1,8 %), башкири (1,7 %), білоруси (1,3 %), комі (1 %), молдовани (0,9 %) (перепис 2010 року).
| Ненці                                                         | 13 454 | 29,3 % | 13 977 | 22,4 % | 17 538 | 21,9 % | 17 404 | 11,0 % | 20 917  | 4,2 %  | 26 435  | 5,2 %  | 29 772  | 5,9 %  |
| Ханти                                                         | 5 367  | 11,7 % | 5 519  | 8,9 %  | 6 513  | 8,1 %  | 6 466  | 4,1 %  | 7 247   | 1,5 %  | 8 760   | 1,7 %  | 9 489   | 1,9 %  |
| Комі                                                          | 4 722  | 10,3 % | 4 866  | 7,8 %  | 5 445  | 6,8 %  | 5 642  | 3,6 %  | 6 000   | 1,2 %  | 6 177   | 1,2 %  | 5 141   | 1,0 %  |
| Селькупи                                                      | 87     | 0.2 %  | 1 245  | 2,0 %  | 1 710  | 2,1 %  | 1 611  | 1,0 %  | 1 530   | 0,3 %  | 1 797   | 0,4 %  | 1 988   | 0,4 %  |
| Росіяни                                                       | 19 308 | 42,1 % | 27 789 | 44,6 % | 37 518 | 46,9 % | 93 750 | 59,0 % | 292 808 | 59,2 % | 298 359 | 58,8 % | 312 019 | 61,7 % |
| Українці                                                      | 395    | 0,9 %  | 1 921  | 3,1 %  | 3 026  | 3,8 %  | 15 721 | 9,9 %  | 85 022  | 17,2 % | 66 080  | 13,0 % | 48 985  | 9,7 %  |
| Татари                                                        | 1 636  | 3,6 %  | 3 952  | 6,3 %  | 4 653  | 5,8 %  | 8 556  | 5,4 %  | 26 431  | 5,3 %  | 27 734  | 5,5 %  | 28 509  | 5,6 %  |
| Інші                                                          | 871    | 1,9 %  | 3 065  | 4,9 %  | 3 574  | 4,5 %  | 9 694  | 6,1 %  | 54 889  | 11,1 % | 71 664  | 14,1 % | 74 625  | 14,3 % |
| 1 17,517 жителів не вказали власну національну приналежність. |        |        |        |        |        |        |        |        |         |        |         |        |         |        |

Національний склад по районам за даними Всеросійського перепису населення 2010 року:
|                          | росіяни | українці | ненці  | татари | ханти  | азербайджанці | башкири | білоруси | комі   |
| ------------------------ | ------- | -------- | ------ | ------ | ------ | ------------- | ------- | -------- | ------ |
| м. Губкінський           | 61,5 %  | 12,2 %   | 0,1 %  | 7,1 %  | 0,0 %  | 1,0 %         | 3,5 %   | 2,5 %    | 0,0 %  |
| м. Лабитнангі            | 72,3 %  | 9,9 %    | 1,4 %  | 2,9 %  | 1,1 %  | 1,1 %         | 0,7 %   | 1,7 %    | 1,8 %  |
| м. Муравленко            | 58,2 %  | 12,1 %   | 0,1 %  | 9,7 %  | 0,3 %  | 4,4 %         | 3,8 %   | 2,1 %    | 0,0 %  |
| м. Новий Уренгой         | 65,7 %  | 11,0 %   | 0,1 %  | 5,1 %  | 0,1 %  | 2,0 %         | 1,7 %   | 1,1 %    | 0,1 %  |
| м. Ноябрськ              | 66,2 %  | 12,4 %   | 0,0 %  | 6,8 %  | 0,0 %  | 2,9 %         | 2,3 %   | 1,5 %    | 0,0 %  |
| м. Салехард              | 65,0 %  | 6,2 %    | 3,0 %  | 9,0 %  | 3,3 %  | 0,6 %         | 0,6 %   | 0,8 %    | 2,7 %  |
| м. Надим                 | 75,1 %  | 9,1 %    | 1,3 %  | 5,1 %  | 0,2 %  | 0,8 %         | 1,1 %   | 1,1 %    | 0,3 %  |
| м. Тарко-Сале            | 63,6 %  | 8,1 %    | 5,0 %  | 5,6 %  | 0,5 %  | 1,2 %         | 1,2 %   | 1,6 %    | 0,7 %  |
| Красноселькупський район | 54,8 %  | 6,0 %    | 1,2 %  | 3,6 %  | 0,7 %  | 1,0 %         | 1,8 %   | 1,3 %    | 0,4 %  |
| Надимський район         | 71,6 %  | 9,2 %    | 4,1 %  | 5,0 %  | 0,2 %  | 1,5 %         | 1,1 %   | 1,0 %    | 0,7 %  |
| Приуральський район      | 41,7 %  | 5,6 %    | 20,6 % | 2,0 %  | 16,3 % | 0,6 %         | 0,6 %   | 0,5 %    | 6,1 %  |
| Пуровський район         | 62,0 %  | 8,8 %    | 6,7 %  | 4,3 %  | 0,7 %  | 1,3 %         | 1,2 %   | 1,4 %    | 0,5 %  |
| Тазівський район         | 30,5 %  | 4,8 %    | 54,2 % | 3,1 %  | 0,2 %  | 1,0 %         | 0,4 %   | 0,5 %    | 0,1 %  |
| Шуришкарський район      | 28,8 %  | 1,6 %    | 1,8 %  | 1,3 %  | 44,9 % | -             | 0,1 %   | 0,4 %    | 18,0 % |
| Ямальський район         | 22,5 %  | 2,4 %    | 64,4 % | 2,9 %  | 2,2 %  | 0,1 %         | 0,2 %   | 0,4 %    | 0,4 %  |

## Ямало-Ненецький округ та Україна
Через велику частку українців (перш за все зі сходу України) та татар у населенні, яка ставала ще більшою у компактних поселеннях нафтовиків, округ отримав жартівливу назву «Татаро-Донецький».

## Адміністративний поділ
| Округи, міський округ          | Площа, км² | Населення, осіб (2002) | Населення, осіб (2010) | Населення, осіб (2018) | Населення, осіб (2021) | Центр         | Населені пункти |    |
| ------------------------------ | ---------- | ---------------------- | ---------------------- | ---------------------- | ---------------------- | ------------- | --------------- | -- |
| Красноселькупський район       | 106758,99  | 6384                   | 6204                   | 5916                   | 5789                   | Красноселькуп | 4               |    |
| Надимський район               | 99792,40   | 69413                  | 66530                  | 64288                  | 66938                  | Надим         | 11              |    |
| Приуральський район            | 64971,29   | 15546                  | 14995                  | 15366                  | 9860                   | Аксарка       | 14              |    |
| Пурівський район               | 108796,95  | 47667                  | 51280                  | 51792                  | 36569                  | Тарко-Сале    | 8               | 10 |
| Тазівський район               | 133896,20  | 15600                  | 16537                  | 17235                  | 17723                  | Тазовський    | 9               |    |
| Шуришкарський район            | 54740,91   | 9559                   | 9814                   | 9423                   | 9084                   | Мужі          | 26              |    |
| Ямальський район               | 148726,53  | 14918                  | 16310                  | 16779                  | 16067                  | Яр-Сале       | 10              |    |
| Губкінський міський округ      | 72,20      | 20407                  | 23335                  | 27930                  | 33273                  | Губкінський   | 1               |    |
| Лабитнангський міський округ   | 161,11     | 27333                  | 26936                  | 26122                  | 30532                  | Лабитнангі    | 1               |    |
| Муравленківський міський округ | 91,76      | 35926                  | 33391                  | 32427                  | 29233                  | Муравленко    | 1               |    |
| Новоуренгойський міський округ | 112,20     | 94456                  | 104107                 | 114837                 | 107251                 | Новий Уренгой | 1               |    |
| Ноябрський міський округ       | 191,00     | 102949                 | 110620                 | 106930                 | 100188                 | Ноябрськ      | 1               |    |
| Салехардський міський округ    | 1017,68    | 37035                  | 42845                  | 49502                  | 47983                  | Салехард      | 2               |    |

## Найбільші населені пункти
Населені пункти з населенням понад 10 тисяч осіб:
| № | Населений пункт | Населення, осіб (2002) | Населення, осіб (2010) | Населення, осіб (2018) | Населення, осіб (2021) |
| - | --------------- | ---------------------- | ---------------------- | ---------------------- | ---------------------- |
| 1 | Новий Уренгой   | 94456                  | 104107                 | 114837                 | 107251                 |
| 2 | Ноябрськ        | 96440                  | 110620                 | 106930                 | 100188                 |
| 3 | Салехард        | 36827                  | 42544                  | 49214                  | 47910                  |
| 4 | Надим           | 48701                  | 46611                  | 44594                  | 45973                  |
| 5 | Губкінський     | 20407                  | 23335                  | 27930                  | 33273                  |
| 6 | Муравленко      | 35926                  | 33391                  | 32427                  | 29233                  |
| 7 | Лабитнангі      | 27304                  | 26936                  | 26122                  | 25501                  |
| 8 | Тарко-Сале      | 18517                  | 20398                  | 21442                  | 19900                  |
| 9 | Пангоди         | 10868                  | 10805                  | 10954                  | 11132                  |

## Економіка
Провідні галузі господарства:
- газодобувна (видобування газу на родовищах Медвежому, Уренгойському, Вингапуровському, Похромському та ін.),
- нафтодобувна (видобування нафти на родовищах Холмогорському, Суторминському та ін.),
- рибна (2 рибокомбінати і 5 рибозаводів у Салехарді, Тазівському та Новому Порту).
- лісова і деревообробна промисловість.
- підприємства будівельних матеріалів.

Ямало-Ненецький автономний округ — один з головних районів оленярства колишнього СРСР, а тепер Російської Федерації (у 1982 році поголів'я оленів налічувало 372 тис. голів), хутрового промислу та кліткового звірівництва (блакитний песець, сріблясто-чорна лисиця, кольорові норки).

## Транспорт
Судноплавство на Обі, Обській і Тазівській губах, Надиму, Тазу, Пуру. Велике транспортне значення має Північний морський шлях, автомобільне та повітряне сполучення. Від 1984 року будується залізниця Сургут — Новий Уренгой. У Салехарді, Надимі, Новому Уренгої, Ноябрську споруджено аеропорти. Діють 9 трансконтинентальних газопроводів з Медвежого та Уренгойського родовищ; газопровід Уренгой — Помари — Ужгород.

## Культура
У 1914 році на території теперішнього Ямало-Ненецького АО налічувалося лише 3 початкові школи, а вже у 1981—1982 навчальному році в окрузі діяло 75 загальноосвітніх шкіл, в яких вчилось 38 тис. учнів, 4 професійно-технічних училища з понад 1 тис. учнів, 5 середніх спеціалізованих навчальних заклади (1,3 тис. учнів). За часів СРСР було створено 87 масових бібліотек з фондом понад 1 млн одиниць зберігання, 73 клубні заклади, 165 кіноустановок, споруджено окружний краєзнавчий музей в Салехарді, 5 палаців піонерів і школярів, станція юних техніків, станція юних туристів, клуб юних моряків, 7 спортивних шкіл та 9 філіалів.
Виходили окружні газети «Красный Север» (російською і ненецькою мовами). Було створено окружний комітет по телебаченню і радіомовленню для передач ненецькою, хантийською та російською мовами. За допомогою системи «Орбіта-3» був налагоджений прийом першої програма Центрального телебачення. Вствновлено 8 телеустановок космічного зв'язку типу «Москва» для прийому 2 московської програми. В найвіддаленіших населених пунктах встановлено 20 малих телестанцій типу «Екран-4М». В райцентрах створено редакції районного мовлення.